# Calymmaria alleni
Espèce
Calymmaria alleni est une espèce d'araignées aranéomorphes de la famille des Cybaeidae.

## Distribution
Cette espèce est endémique de Californie aux États-Unis,. Elle se rencontre dans le parc national de Sequoia dans le comté de Tulare.

## Description
Les femelles mesurent de 3,41 à 4,09 mm.

## Étymologie
Cette espèce est nommée en l'honneur de Robert T. Allen.

## Publication originale
- Heiss & Draney, 2004 : Revision of the Nearctic spider genus Calymmaria (Araneae, Hahniidae). Journal Of Arachnology, vol. 32, no 3, p. 457-525 (texte intégral).